# Рекапіталізація
Рекапіталіза́ція (від лат. re — повторна дія) — термін використовується, як правило, при характеристиці діяльності банківського сектора економіки і означає відновлення статутних капіталів банків та інших кредитних організацій. Рекапіталізація — це зміна структури капіталу компанії (наприклад, обмін облігацій на акції), що найчастіше виникає через банкрутство.